# Indolamin 2,3-dioxygenáza

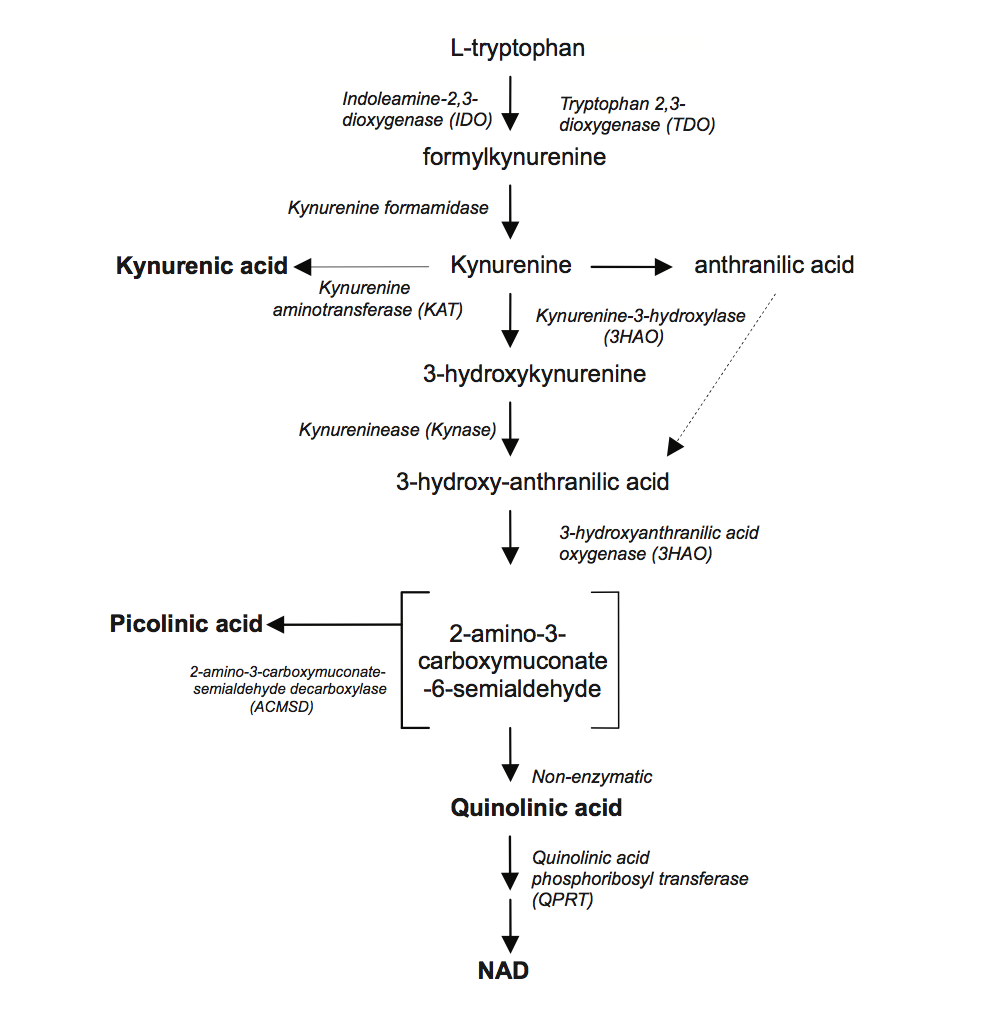
Kynureninová dráha metabolismu tryptofanu

Indolamin 2,3-dioxygenáza (IDO nebo INDO EC 1.13.11.52) je enzym obsahující hemovou skupinu, který za fyziologických podmínek exprimuje řada tkání, mezi které patří například tenké střevo, plíce, ženský pohlavní trakt či placenta. U lidí je kódován genem IDO1. Tento enzym se účastní metabolismu tryptofanu, kde katalyzuje první limitující krok přeměny tryptofanu na formylkynurenin. K enzymům zahajujícím kynureninovou dráhu metabolismu tryptofanu patří také indolamin 2,3-dioxygenáza 2 (IDO2) a tryptofan 2,3-dioxygenáza (TDO). IDO je důležitou součástí přirozené obrany těla proti patogenům. Má imunosupresivní funkci a jeho působení může vést k anergii efektorových T-lymfocytů, aktivaci T regulačních buněk a může stimulovat dendritické buňky k diferenciaci na imunosupresivní fenotyp. Exprese IDO byla prokázána také u různých typů nádorových linií, jako jsou akutní myeloidní leukémie, rakovina vaječníků, či kolorektální karcinom.

## Fyziologická funkce
Enzym IDO hraje důležitou roli v imunitním systému a zároveň je jedním z mechanismů maligní transformace přispívajícím ke vzniku nádorového bujení. Exprese IDO je indukovaná IFNγ, což vysvětluje, proč je jeho aktivita zvýšená při zánětlivých onemocněních, jak infekčních, tak autoimunitních, stejně jako při tumorigenezi. Jelikož je tryptofan pro přežití patogenů nezbytný, působení IDO je dokáže spolehlivě zničit. Mezi mikroorganismy citlivé na nedostatek tryptofanu patří například bakterie rodu Streptococcus nebo viry jako herpes simplex nebo spalničky. IDO je důležitá molekula v mechanismech tolerance a mezi jeho fyziologické funkce patří potlačení potenciálně nebezpečných zánětlivých procesů v těle. Tento enzym může být produkován alternativně aktivovanými M2 makrofágy a jinými imunoregulačními buňkami. Aktivita IDO inhibuje funkci a proliferaci cytotoxických T lymfocytů, stimuluje T regulační lymfocyty a také aktivuje myeloidní supresorové buňky, velmi často přítomné v nádoru.

## Klinický význam
Dnes již s jistotou víme, že exprese IDO umožňuje nádorovým buňkám uniknout imunitnímu systému dvěma hlavními mechanismy. Prvním z nich je deplece tryptofanu z nádorového mikroprostředí, druhým je pak produkce katabolických produktů, takzvaných kynureninů, které působí cytotoxicky nejen na T lymfocyty, ale například i NK buňky. Nadměrnou expresi lidského enzymu IDO (hIDO) pozorujeme u celé řady lidských nádorových linií a tato skutečnost je často spojována s horší prognózou pacientů. Mezi nádory spojovanými se zvýšenou produkcí IDO patří například karcinom prostaty, vaječníků či pankreatu, nádory žaludku, hlavy, plic anebo akutní myeloidní leukémie. V nádorových buňkách je exprese IDO za normálních podmínek řízena genem Bin1, který je nádorovou transformací poškozen. Dnes již existují klinické studie, které naznačují, že kombinací inhibitorů IDO s klasickou chemoterapií a radioterapií, by mohlo být dosaženo obnovení imunitní kontroly a zajištění terapeutické odezvy jinak rezistentních nádorů.

## Inhibitory
Norharman vykazuje neuroprotektivní vlastnosti prostřednictvím inhibice IDO a zabráněním vzniku neurotoxických metabolitů, jako je kyselina chinolinová, 3-hydroxy-kynurenin a syntáza oxidu dusnatého. Kyselina rosmarinová inhibuje expresi IDO prostřednictvím inhibice cyklooxygenázy. Inhibitory COX-2 snižují aktivitu IDO, což vede ke snížení hladiny kynureninů a aktivity prozánětlivých cytokinů. Racemická směs 1-methyltryptofanu je dobrým inhibitorem IDO, ale přímé porovnání stereoizomerů v myších experimentálních modelech ukázalo, že D forma 1-methyltryptofanu lépe brání supresi T-lymfocytů a je tedy vhodnější k posílení protinádorové imunitní odpovědi. 1-methyl-D-tryptofan, označovaný také jako indoximod, je běžně používanou látkou v klinických studiích různých typů lidských malignit. Mezi další inhibitory aktivity IDO patří látky epacadostat (INCB024360), navoximod (GDC-0919) a BMS-986205, které byly nebo právě jsou testovány v první či druhé fázi klinických zkoušek. Některé se dostaly dokonce do třetí fáze klinických testů a v kombinaci s moderní imunoterapií či klasickou léčbou představují nový způsob kombinované protinádorové terapie.